# Paul Kim Tchang-ryeol
Paul Kim Tchang-seok (ur. 25 stycznia 1927 w Yonan) – koreański duchowny rzymskokatolicki, w latach 1984–2002 biskup Czedżu.

## Życiorys
Święcenia kapłańskie przyjął 22 sierpnia 1953. 11 listopada 1983 został prekonizowany biskupem Czedżu. Sakrę biskupią otrzymał 6 stycznia 1984. 15 lipca 2002 przeszedł na emeryturę.